# پیوریا، شهرستان میامی، ایندیانا
پیوریا (به انگلیسی: Peoria) یک منطقهٔ مسکونی در ایالات متحده آمریکا است که در شهرستان میامی، ایندیانا واقع شده‌است. پیوریا ۲۱۶ متر بالاتر از سطح دریا واقع شده‌است.